# Martin Ney
Martin Ney (nacido el 12 de diciembre de 1970) es un asesino en serie y delincuente sexual alemán convicto.
Entre 1992 y 2004, asesinó a tres y agredió sexualmente al menos a 40 niños. Conocido como el "Hombre Enmascarado" y el "Hombre Negro", llevaba una máscara mientras cometía los crímenes. Llevó a cabo los delitos en campos, casas privadas y otros lugares.
Tras su detención el 15 de abril de 2011, el educador de 40 años confesó tres asesinatos, aunque es sospechoso de otros dos.
El 27 de febrero de 2012, Ney fue condenado a cadena perpetua por el tribunal de distrito de Stade por tres asesinatos y 20 casos de agresiones sexuales. El tribunal destacó la particular gravedad de la culpa.

## Crímenes
En 1992 se cometieron una serie de agresiones sexuales contra niños, principalmente en el norte de Alemania. El atacante, Ney, siempre atacaba de noche y fue descrito como alto, fuerte y con una máscara. Los ataques se llevaron a cabo en escuelas, campamentos y hogares para jóvenes. A partir de 1994, Ney empezó a irrumpir en viviendas unifamiliares.
Ney cometió el asesinato de tres niños en el norte de Alemania y 45 intentos o consumaciones de delitos de abuso sexual. En el caso de dos asesinatos en el oeste de Francia y en los Países Bajos, se le considera sospechoso.

### Ataques a hogares escolares

#### Hogar infantil en Hepstedt
El 3 de marzo de 1992, un estudiante descubrió a un hombre enmascarado en una habitación vacía de una residencia infantil en Hepstedt. El hombre huyó poco después por una puerta del patio. Unos días después, el hombre intentó abusar sexualmente de un niño de 11 años, pero huyó cuando empezó a gritar. Entre abril y junio de 1992, el hombre enmascarado fue visto dos veces por estudiantes antes de una noche de agosto, cuando despertó a varios niños y los tocó de manera inapropiada. En septiembre, el desconocido se acercó a la cama de un niño y le pidió que se desnudara. Una noche de octubre, el enmascarado habló con cinco niños seguidos, de los cuales luego abusó sexualmente de tres. Después de estos incidentes, se instaló un detector de movimiento en el campamento de la escuela y se renovó el sistema de bloqueo de las puertas.

#### Schullandheim-Badenstadt
En marzo de 1992 comenzó una serie de incidentes similares en Schullandheim Badenstadt en Zeven, cuando un extraño intentó abusar sexualmente de una niña de 13 años por la noche. En agosto del mismo año, el mismo perpetrador se coló en un baño con un niño de diez años. En septiembre de 1992 tocó indebidamente a un niño de nueve años, después de haberlo sacado de su cama y llevado a una habitación contigua. En mayo de 1994, el presunto delincuente en serie abusó de un niño de 11 años y casi exactamente un año después repitió el crimen con un niño de diez años. En octubre de 1995 intentó tocar a un niño de 13 años, pero huyó cuando se sentó cerca de sus compañeros de clase. En junio de 1998 atacó por última vez en Badenstadt, cuando intentó tocar a dos niños que se resistieron a sus insinuaciones.

#### Schullandheim Wulsbüttel – Asesinato de Dennis Klein (2001)
En junio de 1995, el autor abusó de una estudiante de intercambio de diez años en Wulsbüttel y huyó por la ventana de una habitación. En julio de 1999, el hombre despertó a un niño de ocho años, lo llevó al sótano de la casa y abusó sexualmente de él. El 5 de septiembre de 2001, Dennis Klein, de nueve años, desapareció por la noche de su habitación. Un recolector de setas encontró al niño asesinado 14 días después entre los densos arbustos de un camino forestal entre Kirchtimke y Hepstedt.

#### Otros crímenes en escuelas – Asesinatos de Stefan Jahr (1992) y Jonathan Coulom (2004)
En marzo de 1992, un profesor en el pasillo del Schullandheim Cluvenhagen vio a un hombre que llevaba en brazos a un niño somnoliento que no se resistió. Cuando el delincuente se percató del profesor, se dio a la fuga. La madrugada del 31 de marzo de 1992, Stefan Jahr, de 13 años, desapareció de un internado en Scheeßel. Cinco semanas después, su cuerpo fue encontrado enterrado, en las dunas de Verden, con las manos atadas a la espalda. El 7 de abril de 2004, Jonathan Coulom, de 11 años, desapareció de la escuela de Saint-Brevin-les-Pins, en el oeste de Francia.. En mayo, su cuerpo desnudo y esposado y cargado con un bloque de concreto fue encontrado en un estanque a unos 30 kilómetros (19 millas) de distancia. Se dice que Ney estuvo cerca de la escena del crimen en mayo de 2004.

#### Ataques a campamentos de tiendas de campaña - Asesinato de Dennis Rostel (1995)
Esta ola de crímenes comenzó en agosto de 1992, cuando un delincuente enmascarado abusó sexualmente de un niño de nueve años y de otro niño en un campamento cerca de Selker Noor. En julio de 1994, el autor entró sucesivamente en dos tiendas de campaña en un campo de Otterndorf y despertó a siete niños de entre ocho y nueve años, a los que tocó indebidamente. A finales de agosto de 1994, un niño de 13 años se despertó en el campo de Selker Noor cuando el delincuente empezó a tocarlo. Después de unos diez minutos, el hombre enmascarado desapareció. Dos días después, el hombre volvió a tocar a otro niño de 13 años en Selker Noor. La noche del 24 de julio de 1995, Dennis Rostel, de ocho años, desapareció del campo. Dos semanas después, unos turistas alemanes encontraron su cuerpo enterrado en una duna de arena cerca de Vinderup, en Dinamarca.

#### Ataques a casas familiares
En abril de 1994, un delincuente enmascarado irrumpió en varias casas unifamiliares en la zona de Bremen, especialmente en el distrito de Horn-Lehe, y abusó de tres niños. Las acciones diferían en detalle y enfoque de los ataques habituales, sin embargo, según los investigadores se trataba del mismo delincuente enmascarado. La policía, a pesar de la insistencia de los padres, no emitió ninguna advertencia pública.

### Resumen cronológico de los actos
La lista incluye los delitos que fueron atribuidos al enmascarado antes del arresto de Ney. La investigación posterior al arresto y el proceso dieron indicios de nuevos casos de abuso. Algunos hechos, incluido el asesinato de Jonathan Coulom, fueron negados por Ney y hasta el momento no han podido ser probados.
| Fecha              | Escena del crimen                            | Cargo                    | Comentario                                                                       |
| ------------------ | -------------------------------------------- | ------------------------ | -------------------------------------------------------------------------------- |
| marzo de 1992      | Hogar infantil Hepstedt                      | Invasión de propiedad    | El delincuente fue descubierto y escapó sin ser reconocido.                      |
| marzo de 1992      | Hogar infantil Hepstedt                      | Intento de abuso         | Las víctimas resistieron                                                         |
| marzo de 1992      | Schullandheim-Badenstedt                     | Intento de abuso         |                                                                                  |
| marzo de 1992      | Schullandheim Cluvenhagen                    | Intento de abuso         | El perpetrador fue descubierto, se apoderó del acto y escapó sin ser reconocido. |
| marzo de 1992      | Internado Scheeßel                           | Asesinato                | Asesinato de Stefan Jahr; El cadáver fue descubierto el 3 de mayo de 1992.       |
| agosto de 1992     | Hogar infantil Hepstedt                      | Múltiples abusos         |                                                                                  |
| agosto de 1992     | Schullandheim-Badenstedt                     | Abuso                    |                                                                                  |
| agosto de 1992     | Campamento de tiendas Selker Noor            | Abuso                    |                                                                                  |
| septiembre de 1992 | Schullandheim-Badenstedt                     | Abuso                    |                                                                                  |
| septiembre de 1992 | Hogar infantil Hepstedt                      | Abuso                    |                                                                                  |
| octubre de 1992    | Hogar infantil Hepstedt                      | Múltiples abusos         |                                                                                  |
| mayo de 1994       | Schullandheim-Badenstedt                     | Abuso                    |                                                                                  |
| julio de 1994      | Campamento de tiendas Otterndorf             | Múltiples abusos         |                                                                                  |
| agosto de 1994     | Campamento de tiendas Selker Noor            | Abuso                    |                                                                                  |
| agosto de 1994     | Campamento de tiendas Selker Noor            | Abuso                    |                                                                                  |
| abril de 1995      | Baños del albergue                           | Abuso                    |                                                                                  |
| mayo de 1995       | Schullandheim-Badenstedt                     | Abuso                    |                                                                                  |
| junio de 1995      | Schullandheim Wulsbüttel                     | Abuso                    |                                                                                  |
| julio de 1995      | Campamento de tiendas Selker Noor            | Asesinato                | Asesinato de Dennis Rostel; El cuerpo fue descubierto el 8 de agosto de 1995.    |
| octubre de 1995    | Schullandheim-Badenstedt                     | Intento de abuso         | Las víctimas resistieron.                                                        |
| junio de 1998      | Schullandheim-Badenstedt                     | Intentó múltiples abusos | Las víctimas resistieron.                                                        |
| julio de 1999      | Schullandheim Wulsbüttel                     | Abuso                    |                                                                                  |
| septiembre de 2001 | Schullandheim Wulsbüttel                     | Asesinato                | Asesinato de Dennis Klein; El cuerpo fue encontrado el 19 de septiembre de 2001. |
| abril de 2004      | Schullandheim Saint-Brévin-les-Pins, Francia | Asesinato                | Asesinato de Jonathan Coulom; El cadáver fue encontrado el 19 de mayo de 2004.   |

## Investigaciones
En relación con el asesinato de Dennis Klein, la policía de Verden an der Aller (SoKo "Dennis") formó una comisión especial. En el contexto de la investigación, los asesinatos y, a veces sin que las autoridades investigadoras lo supieran, los casos de abusos podrían ser contextualizados y asignados a un presunto autor basándose en testimonios y hechos casi idénticos. El Landeskriminalamt bávaro apoyó a SoKo "Dennis" mediante la elaboración de perfiles de delincuentes.

### Descripción del delincuente
Según un análisis del caso realizado por Alexander Horn, el delincuente era un hombre sorprendentemente alto, fornido, con una voz profunda, que hablaba alemán y tenía entre 30 y 50 años. Supuestamente conocía el norte de Alemania, en particular los alrededores de Bremen, y posiblemente vivió allí. A principios de los años 1990 debería haber hecho referencia a los alrededores de las ciudades de Hepstedt y Badenstedt.
En su actuación, el hombre vestía ropa oscura, mascarilla y guantes, logrando intimidar a los niños. Inicialmente descrito como atlético, el perpetrador engordó con el paso de los años. Viajaba principalmente en coche y parecía tener experiencia con niños. Se suponía que vivía solo y estaba socialmente integrado, pero tenía tendencias pedófilas hacia los niños, hecho posiblemente notado por familiares y amigos cercanos.
También llamó la atención la cierta asunción de riesgos por parte del delincuente, que se expuso a muchas escenas del crimen donde existía la posibilidad de ser descubierto. Además, había transportado a las tres víctimas alemanas del asesinato a largas distancias en coche y, en el caso de Dennis Rostel, a más de 250 kilómetros (160 millas) a través de la frontera vigilada en Dinamarca. Sin embargo, dejó pocas huellas. Los investigadores teorizaron que se trataba de un delincuente inteligente que probablemente llevaba a cabo sus acciones en un entorno familiar y planificaba previamente en consecuencia.
Según el criminólogo Stephan Harbort, el perpetrador fue clasificado como extremadamente peligroso: "Se trata de una persona con una gran capacidad de planificación. Es capaz de ganarse la confianza de los niños. Quienes tienen la disciplina para hacerlo durante doce años han alcanzado "Una etapa en la que ya no hay ninguna inhibición para matar. Una persona así ya no mata sólo a niños. Como una pelea banal con cualquier persona común y corriente puede ser suficiente para cometer un asesinato".

### Búsqueda
A pesar de comprobar a todos los familiares y conocidos de las víctimas y realizar pruebas de ADN masivas a cientos de hombres del norte de Alemania, Ney pasó desapercibido al principio. Comisiones especiales de Alemania, Francia y los Países Bajos trabajaron estrechamente en el caso.
El autor y sus crímenes también se hicieron públicos varias veces en televisión, incluidas transmisiones especiales de Stern TV, Spiegel TV, Ungeklärte Morde y Galileo. Además, se retransmitieron tres veces noticias sobre los crímenes en Aktenzeichen XY… ungelöst, pero sin recibir ninguna información importante de los espectadores.
La policía buscó alrededor de 7.800 pistas, sin lograr ningún avance. En agosto de 2010, un testigo que había visto un antiguo documental en Internet sobre los asesinatos se puso en contacto con la policía. Afirmó haber visto al culpable junto con la víctima Dennis Klein en el coche por un sendero forestal temprano en la mañana mientras corría cerca del lugar del secuestro. Se preparó y publicó un "esbozo de la situación" el 10 de febrero de 2011.

### Arresto
El 15 de abril de 2011, la policía anunció la detención de un sospechoso. La pista crucial provino de una víctima anterior que había sido abusada por un delincuente enmascarado en la casa de su infancia en 1995 y que había recordado en el sketch de febrero de 2011 que era el mismo hombre que abusaba de él. Martin Ney, que entonces tenía 40 años y vivió en Bremen hasta septiembre de 2000, confesó después de los primeros interrogatorios. Admitió haber matado a Jahr, Rostel y Klein y haber abusado de otros 40 niños. También era sospechoso del asesinato de Coulom y del niño holandés Nicky Verstappen, pero él lo negó. En 2020, un holandés fue declarado culpable de secuestro y abuso sexual que provocó la muerte de Verstappen en 1998.

### Investigación
Durante su interrogatorio, Ney afirmó que había cometido los tres asesinatos para encubrir el abuso sexual y no ser identificado como culpable. Según él, estranguló a Jahr porque lo había llevado en su coche y temía que el niño hubiera anotado su número de matrícula. También afirmó haber pasado unos días de vacaciones con Dennis Rostel en una casa de vacaciones cerca de Holstebro, en Dinamarca, antes de estrangularlo. Ney también asfixió a Klein porque se defendió en voz alta del abuso.
Antes de su arresto, la policía sospechaba de Ney por varias razones. Después de haber amenazado a dos padres de Bremen con secuestrar y matar a sus hijos cuando tenían 17 años, fue condenado en 1989 por extorsión de 150.000 marcos alemanes en virtud del derecho penal juvenil por realizar obras de caridad.
Cuando sus antecedentes penales fueron borrados del registro educativo a la edad de 24 años, Ney solicitó en 1995 un hijo adoptivo en la Oficina de Servicios Sociales de Bremen. El joven estudiante soltero que en ese momento vivía en un estudio de la Bundesausbildungsförderungsgesetz ganaba 870 marcos alemanes (aprox. 1.1500 dólares estadounidenses en 2022). Aunque se le consideraba un candidato inusual para ese puesto, la oficina de bienestar juvenil lo aceptó como padre adoptivo debido al pequeño número de padres adoptivos disponibles.
Un juez de tutela del tribunal de distrito de Bremen-Blumenthal, ante el cual Ney había comparecido anteriormente cuando era adolescente debido al intento de extorsión, habló dos veces en 1996 con el asesino de niños y le concedió la custodia del niño de 12 años. El niño vivió con Ney hasta que tuvo edad suficiente para irse, pero nunca fue abusado sexualmente por él.
Después de completar sus estudios de magisterio, Ney interrumpió su posterior pasantía jurídica antes del segundo examen estatal y se postuló en el año 2000 con certificados universitarios falsificados como profesor de educación social en un puesto de guardería en una fundación de Hamburgo, cargo que ocupó hasta principios de 2008. Ya en el Años antes, Ney había trabajado como trabajador juvenil además de sus estudios y así se había familiarizado con algunas de sus víctimas y sus lugares.
En 2005, fue acusado de abuso sexual en dos casos menores, pero el caso se cerró tras el pago de 1.800 euros. En 2006, Ney amenazó con denunciar a un trabajador social de Berlín por posesión de pornografía infantil y exigió 20.000 euros por su silencio. Luego fue sentenciado ese mismo año por intento de extorsión y sentenciado a diez meses de libertad condicional.
Como parte de esta investigación, la policía registró el apartamento de Ney y aseguró su ordenador, que contenía, entre otras cosas, unas 30.000 fotografías con representaciones de pornografía infantil. Al no poder aclararse cuándo se almacenaron las imágenes y cuándo se tuvo el último acceso, el fiscal suspendió el procedimiento por prescripción presunta que finalizaría en 2007. No se reconoció que algunas de las fotografías tomadas en la exposición del Museo de Hamburgo La policía eran antiguas víctimas.
En diciembre de 2007, Ney fue entrevistado por primera vez por SoKo "Dennis", ya que se descubrió que coincidía con el perfil del delincuente. Negó cualquier referencia sexual a niños. La solicitud de una muestra de saliva, que no cumplió en 2008, no pudo ejecutarse legalmente por falta de sospecha suficiente.
Después de su detención, el ordenador de Ney fue confiscado de nuevo; su nuevo inquilino descubrió en noviembre de 2011 varios soportes de almacenamiento escondidos bajo el capó de su antiguo apartamento. Los investigadores no pudieron encontrar la contraseña ni ver los datos que habían guardado. Ney se negó a proporcionar su contraseña, señalando la protección de sus amigos y familiares. La probabilidad de poder descifrar códigos de acceso complejos sin su ayuda se consideraba baja, a pesar de la tecnología más moderna. A finales de 2016, Ney entregó voluntariamente las contraseñas a las autoridades. En mayo de 2017, aún no se había completado la evaluación de los datos actualmente utilizables.
En enero de 2021, Ney fue extraditado a Nantes, Francia, tras ser acusado del asesinato de Coulom.

### Sentencia
El 15 de julio de 2011, la fiscalía presentó cargos contra Ney por triple asesinato y abuso sexual en 20 casos. Ya se han descartado alrededor de 20 casos más de abuso. El 10 de octubre comenzó el juicio ante el tribunal de distrito de Stade, donde el acusado se mostró constante. Las evaluaciones psicológicas le diagnosticaron un trastorno pedófilo, pero también señalaron que no estaba loco y era un peligro continuo con riesgo de recaída. Durante el juicio hubo indicios de nuevos abusos en la década de 2000 y, por tanto, de una mayor probabilidad de reincidencia.
El 27 de febrero de 2012, Ney fue condenado a cadena perpetua por el asesinato de los tres niños y 20 casos de abuso, condenándose la posterior prisión preventiva. Además, el tribunal destacó la particular gravedad de la culpa. Sin embargo, los defensores de Ney apelaron el veredicto sobre la prisión preventiva.
El 10 de enero de 2013, el Tribunal Federal de Justicia (BGH) anuló la prisión preventiva. Esto se justificó afirmando que, según la situación jurídica actual, la prisión preventiva sólo puede ordenarse para una protección indispensable del público en general. Dado que el BGH ha confirmado la especial gravedad de la culpa, se ampliará la pena mínima de prisión de 15 años, habitual en la cadena perpetua. Además, la liberación sólo podrá realizarse como consecuencia de la inocuidad demostrable del condenado. Sin embargo, dicha prueba también suspendería la ejecución de la prisión preventiva. De lo contrario, se puede suponer que Ney permanecerá bajo custodia, posiblemente hasta el final de su vida.

## Representación de los medios
- En el episodio "Scream of the geese" del programa Radio-Retort de Radio Bremen se cubrió parcialmente este caso.
- ZDF filmó la historia bajo el título In the Name of My Son,[24] dirigida por Damir Lukacevic con Tobias Moretti e Inka Friedrich en los papeles principales. El rodaje comenzó el 20 de marzo de 2015 y la retransmisión tuvo lugar el 2 de mayo de 2016.[25]